# Khalid Almishri
Khalid Almishri es un político libio.
El 8 de abril de 2018, fue elegido presidente del Consejo de Estado Superior y ganó este puesto sobre el expresidente Abdurraman Sewehli con 64 votos contra 45.
Debido a sus antecedentes económicos, siempre se ha preocupado por cuestiones financieras y reformas económicas, desde el momento en que fue presidente del Comité Financiero en el Congreso Nacional General.

## Controversia
Algunos observadores de asuntos políticos libios acusan a Almashri de ser un político perteneciente a la Hermandad Musulmana, mientras que otros creen que el grupo islámico se separó y ahora representa una nueva tendencia en la escena, persiguiendo reformas políticas y económicas, así como la reconciliación nacional.

## Renuncia
El sábado 26 de enero de 2019, en un comunicado televisado, Almushri renunció al grupo de los Hermanos Musulmanes en Libia. También confirmó que permanecerá en la escena política en Libia como el presidente del Consejo de Estado Superior. Después de esta declaración, Almishri aceptó la invitación para participar en reuniones con el congreso estadounidense en Washington.